# Estádio Municipal Raimundo Vieira Filho
Estádio Municipal Raimundo Vieira Filho – stadion piłkarski, w Itapajé, Ceará, Brazylia, na którym swoje mecze rozgrywa klub Itapajé Futebol Clube.